# Ostřice přioblá
Ostřice přioblá (Carex diandra, syn.: Carex teretiuscula, Vignea diandra), je druh jednoděložné rostliny z čeledi šáchorovité (Cyperaceae). Někdy je udávána také pod jmény ostřice dvoumužná, tuřice dvoumužná nebo tuřice přioblá.

## Popis
Jedná se o rostlinu dosahující výšky nejčastěji 20–60, vzácněji až 90 cm. Je vytrvalá, řídce trsnatá a vytváří krátké oddenky, netvoří tak mohutné trsy jako ostřice latnatá nebo ostřice odchylná. Listy jsou střídavé, přisedlé, s listovými pochvami. Lodyha je nevýrazně trojhranná, přioblá, delší než listy. Čepele listů jsou asi 1–2,5 mm široké, žlábkovité. Pochvy dolních listů jsou šedě černohnědé, podélně se nerozpadají a netvoří čupřinu jako u ostřice odchylné. Ostřice přioblá patří mezi stejnoklasé ostřice, všechny klásky vypadají víceméně stejně a obsahují samčí i samičí květy. V dolní části klásku jsou samičí květy, v horní samčí. Klásky jsou uspořádány do cca 2–3 cm dlouhého klasu (lichoklasu), ani dolní větévky se většinou nevětví a nevytváří tedy latu klásků, ani dolní větévka nebývá delší než 1 cm. Podobná ostřice latnatá oproti tomu většinou vytváří latu klásků, dolní větévky se větví a jsou až 5 cm dlouhé. Okvětí chybí. V samčích květech jsou zpravidla 3 tyčinky. Název diandra (poukazuje na 2 tyčinky) je zavádějící, ale podle pravidel Mezinárodního kódu botanické nomenklatury nemůže být tak snadno změněn. Z tohoto důvodu je lepší v češtině používat název přioblá než dvoumužná. Čnělky jsou většinou 2. Plodem je mošnička, která je světle hnědá, hladká a lesklá, asi 2,3–2,9,mm dlouhá, zakončená na vrcholu dvouzubým, na okraji drsným, zobánkem. Každá mošnička je podepřená plevou, která je světle nebo tmavě červenohnědá s širokým blanitým lemem. Kvete nejčastěji v květnu až v červnu. Počet chromozómů: 2n=60.

## Rozšíření
Ostřice přioblá roste na vhodných místech v Evropě, kromě jižní části, kde skoro chybí. Dále je rozšířena na Sibiři a jinde v okolní Asii na východ až po Japonsko. Dále její areál zasahuje do Severní Ameriky, kde ji najdeme hlavně na Aljašce, v Kanadě a v USA (chybí v jižních státech). V Severní Americe také roste blízce příbuzný druh Carex prairea. Mapka rozšíření zde: .

## Rozšíření v Česku
V ČR je to poměrně vzácný a ustupující druh rostloucí od pahorkatin do podhůří. Je to silně ohrožený druh flóry ČR, kategorie C2. Jejím stanovištěm jesou hlavně rašeliniště, rašelinné louky a slatiny.